# 1989년 전국장애인체육대회
제9회 전국장애인체육대회는 1989년 10월 15일부터 10월 17일까지 3일간 서울과 성남 일대에서 개최되었다. 당시에는 '전국 장애자 체육대회' 또는 '전국 장애자 체전'이라는 명칭을 사용하였다. 1988년에는 서울장애인올림픽 관계로 전국장애인체육대회가 개최되지 않았지만 대회 횟수를 제9회로 명명하였다. 이 대회는 한국장애자복지체육회 주관으로 개최되었다. 서울 송파구 가락동의 민정당 정치연수원과 성남시 율동의 새마을연수원 생활관이 선수촌으로 사용되었다.

## 장소
- 올림픽공원 펜싱경기장 (개회식)
- 성남공설운동장 (육상)
- 상무종합운동장 (농구, 탁구, 양궁, 수영, 역도, 배구, 펜싱, 유도, 론볼링, 골볼)
- 태릉국제사격장 (사격)
- 정립회관 체육관 (당구, 보치아)
- 올림픽공원 주변도로 (사이클)
- 민정당 정치연수원 (폐회식)

## 종목
총 16개 종목
- 육상
- 수영
- 역도
- 탁구
- 양궁
- 사격
- 론볼링
- 당구
- 배구
- 펜싱
- 사이클
- 축구
- 농구
- 보치아
- 골볼
- 유도